# 文化リテラシー
文化リテラシー（ぶんかリテラシー、英語 Cultural literacy）は、主流文化を築き構成している慣用表現、引喩、略式の内容などを用いて流暢に会話する能力であり、それを可能とする語彙のリストのこと。

## 発祥
この議論の中心には、アメリカの教育学者であるE.D.ハーシュがいる。道路標識に馴染むことから、歴史的な発言を知り、ごく最近の俗語表現を理解することまでを含んでいる。

## 実際
リテラシーとは、文化に関する知識だけではなく、その文化に自ら影響を及ぼす力のことでもある。知識が本の中身の複写に過ぎないままで、社会において他者と関わりを持つようであれば、古典の知識はなんら価値あるものではない。人生が芸術、表現、歴史、経験と密接であるように、文化リテラシーを持つということは、幅広い雑学を必要とし、それを活用しながら共通言語を生み出し、「集団思考」を育んでいかねばならない。
文化リテラシーは、今後関わりを持っているだろう人々が知っているであろうと、その項目を選定する人々が考える情報に関する知識を重視する。
文化リテラシーに関する語彙を集めた辞書の発刊に続き、現在では、小学校の学年に応じた文化リテラシーのリストを提供する「コアナレッジ・シリーズ」が出版されており、これは中身の再編成を繰り返す開かれた書籍である。
また文化リテラシーは決して読者に見解を強いるものではなく、ただもう1つの考え方を提示するものである。